# سامانه ناوبری ناوست
سامانه ناوبری ترانزیت یا ناوست (انگلیسی: Navy Navigation Satellite System یا NSSS)، اولین سیستم هدایت ماهواره‌ای بود که به شکل عملیاتی استفاده شد. این سیستم ابتدا توسط نیروی دریایی ایالات متحده، برای فراهم آوردن اطلاعات دقیق مکانی مورد نیاز برای زیردریایی‌های حامل موشک بالستیک پولاریس و همچنین برای سامانه ناوبری کشتیهای نیروی دریایی، آب‌نگاری و زمین‌سنجی استفاده می‌شد.
این سیستم از سال ۱۹۶۴ به بعد، به شکل پیوسته خدمات موقعیت‌یابی ماهواره‌ای را ابتدا برای زیردریایی‌های پولاریس و بعدها برای عموم ارائه کرد.
سیستم Transit از سال ۱۹۹۶ به بعد به عنوان سیستم مونیتورینگ یونوسفریک نیروی دریایی (NIMS) برای استفاده نگهداری شد.